# Jenaro Artiles Rodríguez
Jenaro Artiles Rodríguez (Gáldar, 19 de noviembre de 1897-San Louis, Misuri, 22 de septiembre de 1976) fue un político, profesor, paleógrafo, archivero y bibliotecario español. 

## Trayectoria
Nacido en el caserío de Juncalillo, en el municipio de Gáldar, Artiles se doctoró en Filosofía y Letras en la Universidad Central de Madrid. Fue profesor de latín en el Instituto Francés y profesor auxiliar de latín y paleografía en la Universidad Central de Madrid entre los años 1925 y 1928. En el año 1925 fue elegido Archivero del Ayuntamiento de Madrid cargo que ocupó hasta 1936. Entre 1929 y 1934, ocupó el cargo de director de la Biblioteca del Ateneo de Madrid.
Como político, Ingresó en la Asamblea Socialista de Madrid en 1929 y fue candidato por el PSOE elecciones generales por Ávila. Fue miembro destacado de la agrupación del Partido Socialista Obrero Español (PSOE) de Madrid y de la Federación de Trabajadores de la Enseñanza (FETE).
En octubre de 1936 fue nombrado Agregado Comercial de la Delegación Española en Suiza, representando a la España republicana en Berna (Suiza) hasta terminar la Guerra Civil. En abril de 1939 se exilió a Cienfuegos (Cuba), estableciéndose en La Habana a finales de ese año con su mujer y sus dos hijos.
En 1940 se inauguró la Escuela Libre de La Habana donde Artiles se incorporó al claustro de esa institución por la parte española, ocupando la cátedra de latín. Impartió cursos de biblioteconomía, archivología y paleografía en la Escuela de Bibliotecas y en la Institución Hispanocubana de Cultura. También fue director de la Biblioteca Municipal de La Habana y trabajó como ayudante en el Archivo Histórico Municipal de La Habana y en el Archivo Histórico Nacional. En 1942 la delegación de la Comisión Ejecutiva del PSOE en México le nombró su representante en Cuba. 
En abril de 1947 se trasladó a Estados Unidos, donde dirigió la Biblioteca Wetminster College-Fulton Missouri en San Louis, así como ejerció de profesor de español en la Universidad de Southern Illinois. Durante este período, colaboró en revistas como Hispanic American Historial, Review, Book Abroad, Hispania, así como en la Revista de Estudios Hispánicos y en la revista de El Museo Canario, donde publicó, entre otros, el trabajo sobre el poeta Tomás Morales en la Revista Latina (ISSN 0211-450X, N.º 27-30, 97-112, 1966-1969). 
En 1973 regresó a Canarias para participar en Las Palmas de Gran Canaria en un congreso sobre el escritor canario Benito Pérez Galdós. En Estados Unidos realizó diversas investigaciones sobre historia y literatura, destacando sus estudios sobre la obra de los escritores españoles Tomás Morales y Ramón María del Valle Inclán. Falleció en San Louis en 1976 a la edad de 78 años.

## Reconocimientos
En 2018, el Cabildo de Gran Canaria  reeditó la obra La Habana de Velázquez, de Jenaro Artiles, bajo la dirección del catedrático de Historia Moderna de la Universidad de Las Palmas de Gran Canaria, Fernando Bruquetas, y del bibliotecario de la Sociedad científica del Museo Canario, Juan Gómez-Pamo. La obra La Habana de Velázquez está considerada como un texto base para el estudio de las fuentes historiográficas cubanas sobre el emplazamiento fundacional de La Habana.

## Obras
- 1928, Obras completas de Juan Álvarez Gato, con introducción y notas de Jenaro Artiles
- 1971, Telón de fondo de una generación literaria. Un testimonio. Gráfica Alocén, Madrid[13]
- 1976, Rubén Darío y Tomás Morales, Editorial Museo Canario. Ensayo. ISBN: 84-600-6901-X